# Campionati del mondo di ciclismo su strada 1978
Il Campionato del mondo di ciclismo su strada 1978 si disputò a Nürburg, in Germania Ovest, sul circuito del Nürburgring, e a Brauweiler (gara femminile) il 27 agosto 1978.
Furono assegnati quattro titoli:
- Prova in linea Donne, gara di 70 km
- Prova in linea Uomini Dilettanti, gara di 182,4 km
- Cronometro a squadre Uomini Dilettanti, gara di 100 km
- Prova in linea Uomini Professionisti, gara di 273,7 km

## Storia
L'edizione 1978 si tenne per la terza volta sul circuito tedesco del Nürburgring, dopo il 1927 e 1966.
I principali favoriti - gli italiani Moser e Saronni, De Vlaeminck per il Belgio, che a metà gara aveva perso per una caduta Maertens, il francese Hinault e gli olandesi Knetemann e Zoetemelk - arrivarono tutti assieme a sette chilometri dal traguardo; in precedenza Knetemann, Saronni, Hinault e il danese Marcussen avevano provato l'allungo ma erano stati ripresi sotto il lavoro della squadra belga. Fu l'olandese Jan Raas a lanciare l'attacco che decise il mondiale, seguito da Moser, Knetemann e Marcussen. Moser contrattaccò e solo Knetemann riuscì a rimanergli a ruota; la volata dell'italiano partì però troppo lontano dal traguardo e la vittoria, al fotofinish, andò a Knetemann. Su centoundici partenti, trentuno conclusero la prova.
La Svizzera tornò dopo quaranta anni a vincere il titolo dilettanti grazie a Gilbert Glaus, mentre i Paesi Bassi aggiunsero al titolo professionisti anche quello della cronometro a squadre. Il titolo femminile andò alla Germania dell'Ovest, con Beate Habetz.

## Medagliere
| Pos.   | Nazione          | Oro | Argento | Bronzo | Totale |
| ------ | ---------------- | --- | ------- | ------ | ------ |
| 1      | Paesi Bassi      | 2   | 1       | 0      | 3      |
| 2      | Svizzera         | 1   | 0       | 2      | 3      |
| 3      | Germania Ovest   | 1   | 0       | 0      | 1      |
| 4      | Italia           | 0   | 1       | 1      | 2      |
| 5      | Polonia          | 0   | 1       | 0      | 1      |
| 5      | Unione Sovietica | 0   | 1       | 0      | 1      |
| 6      | Danimarca        | 0   | 0       | 1      | 1      |
| Totale | Totale           | 4   | 4       | 4      | 12     |

## Sommario degli eventi
| Eventi                        | Oro                                                         | Tempo                      | Argento                                                   | Tempo   | Bronzo                                         | Tempo   |
| Uomini Professionisti         |                                                             |                            |                                                           |         |                                                |         |
| Gara in linea dettagli        | Gerrie Knetemann Paesi Bassi                                | 7h32'04" Media 36,329 km/h | Francesco Moser Italia                                    | s.t.    | Jørgen Marcussen Danimarca                     | a 20"   |
| Uomini Dilettanti             |                                                             |                            |                                                           |         |                                                |         |
| Gara in linea dettagli        | Gilbert Glaus Svizzera                                      | ?                          | Krzysztof Sujka Polonia                                   | ?       | Stefan Mutter Svizzera                         | ?       |
| Cronometro a squadre dettagli | Paesi Bassi Bierings, Oosterbosch, van Est, van Houwelingen | 1h59'51"                   | Unione Sovietica Pikkuus, Kaminskij, Guzevičius, Kuznecov | a 1'09" | Svizzera Glaus, Mutter, Trinkler, Ehrensperger | a 1'38" |
| Donne                         |                                                             |                            |                                                           |         |                                                |         |
| Gara in linea dettagli        | Beate Habetz Germania Ovest                                 | ?                          | Keetie van Oosten-Hage Paesi Bassi                        | ?       | Emanuela Lorenzon Italia                       | ?       |